# Verneda Thomas
Verneda Estella Thomas (* 21. Juni 1936 in Chicago; † 30. März 2016 in Honolulu) war eine US-amerikanische Hochspringerin und Volleyballspielerin.
Bei den Panamerikanischen Spielen 1955 in Mexiko-Stadt gewann sie Bronze im Hochsprung mit ihrer persönlichen Bestleistung von 1,59 m.
1957 wurde sie US-Meisterin in dieser Disziplin.
Bei den Olympischen Spielen 1964 kam sie mit der US-Volleyballmannschaft auf den fünften Platz.